# أندي بيل
أندي بيل (بالإنجليزية: Andy Bell)‏ (12 فبراير 1984 ببلاكبرن في المملكة المتحدة - ) هو لاعب كرة قدم بريطاني في مركز الهجوم. لعب مع بلاكبيرن روفرز وويكمب وندررز ونادي يورك سيتي ونادي دارون وAFC Fylde ‏ ونادي هدنسفورد تاون وكندل تاون ‏ وBamber Bridge F.C. ‏ ونادي رادكليف ‏ ونادي نيلسون ونادي جيزيلي ‏ وفليتوود تاون.

## وصلات خارجية
- أندي بيل على موقع قاعدة بيانات كرة القدم.إي يو (الإنجليزية)
- أندي بيل على موقع Soccerbase.com (لاعب) (الإنجليزية)